# Branchville (Virgínia)
Branchville és una població dels Estats Units a l'estat de Virgínia. Segons el cens del 2000 tenia 123 habitants.

## Demografia
Segons el cens del 2000, Branchville tenia 123 habitants, 50 habitatges, i 36 famílies. La densitat de població era de 107,9 habitants per km².
Dels 50 habitatges en un 32% hi vivien nens de menys de 18 anys, en un 52% hi vivien parelles casades, en un 20% dones solteres, i en un 28% no eren unitats familiars. En el 26% dels habitatges hi vivien persones soles el 24% de les quals corresponia a persones de 65 anys o més que vivien soles. El nombre mitjà de persones vivint en cada habitatge era de 2,46 i el nombre mitjà de persones que vivien en cada família era de 2,97.
Per edats la població es repartia de la següent manera: un 24,4% tenia menys de 18 anys, un 5,7% entre 18 i 24, un 23,6% entre 25 i 44, un 23,6% de 45 a 60 i un 22,8% 65 anys o més.
L'edat mediana era de 44 anys. Per cada 100 dones de 18 o més anys hi havia 63,2 homes.
La renda mediana per habitatge era de 24.844 $ i la renda mediana per família de 32.917 $. Els homes tenien una renda mediana de 21.250 $ mentre que les dones 19.583 $. La renda per capita de la població era d'11.985 $. Cap de les famílies i el 4,6% de la població estaven per davall del llindar de pobresa.

## Poblacions més properes
El següent diagrama mostra les poblacions més properes.